# Kleinhöhfeld

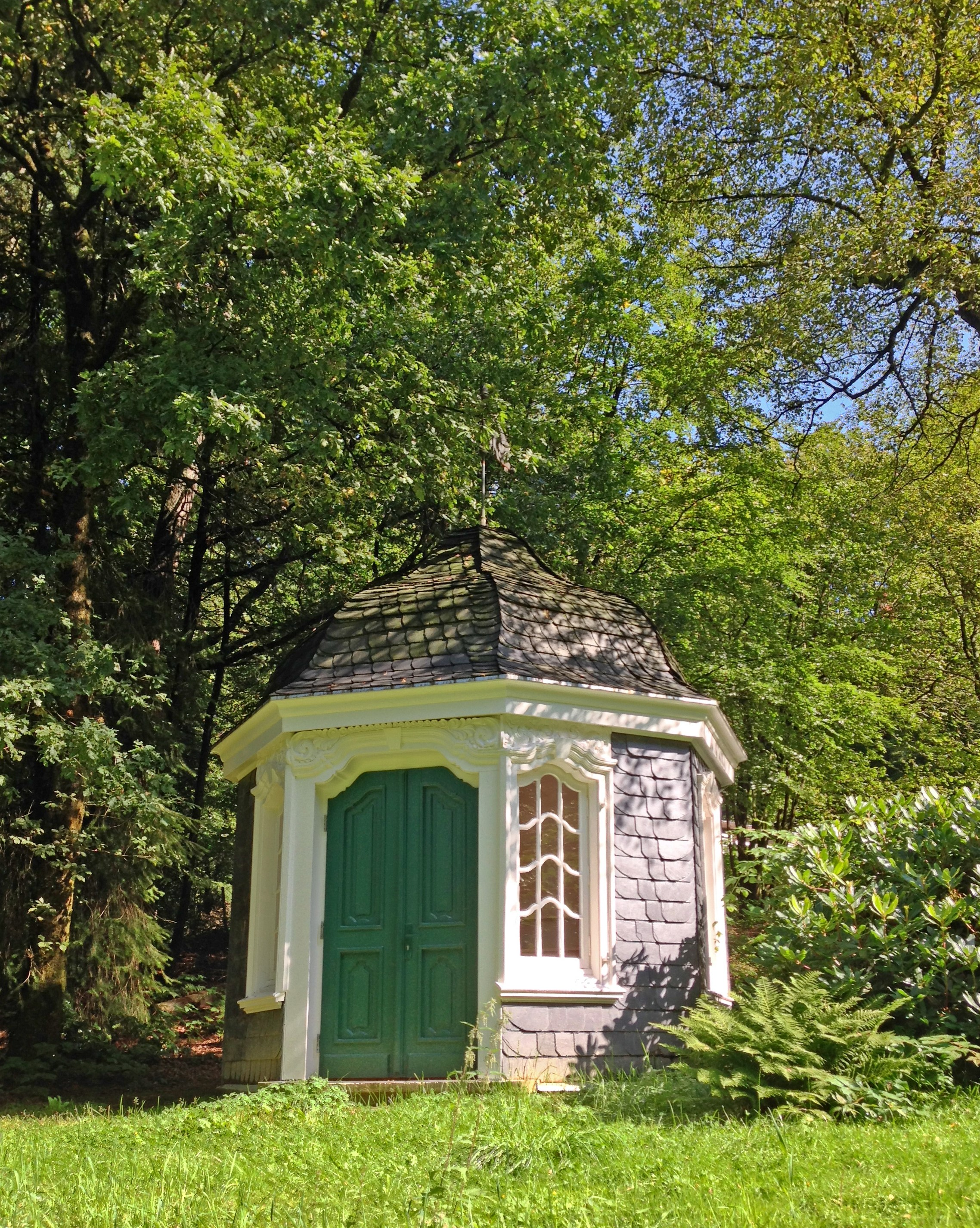
Gartenpavilion (Schweizer Haus) im Sommer 2014

Kleinhöhfeld ist eine Ortschaft in Hückeswagen im Oberbergischen Kreis im Regierungsbezirk Köln in Nordrhein-Westfalen (Deutschland).

## Lage und Beschreibung
Kleinhöhfeld liegt im östlichen Hückeswagen am östlichen Ufer der Bevertalsperre an der Stadtgrenze zu Wipperfürth. Nachbarorte sind Höhe, Wipperfürth-Großhöhfeld und über die Talsperre hinweg Oberlangenberg, Wefelsen und Käfernberg. Abgegangen sind Girkenhausen und Platzhausen.
Der Ort ist über eine Zufahrtsstraße erreichbar, die auch Höhe und Großhöhfeld anbindet.

## Geschichte
Im Jahre 1481 wird der Ort erstmals unter der Bezeichnung „Hoyfeld“ in einer Spendenliste für den Marienaltar der Hückeswagener Kirche aufgeführt. In der Karte Topographische Aufnahme der Rheinlande von 1825 sind unter der Bezeichnung „Höhfeld“ zwei getrennt voneinander gelegene Höfe aufgeführt. Die Preußische Uraufnahme von 1840 bis 1843 unterscheidet die Höfe „Höhfeld“ und „Gr. Höhfeld“. Ab der topografischen Karte (Preußische Neuaufnahme) der Jahre 1894 bis 1896 wird der heute gebräuchliche Ortsname Kleinhöhfeld verwendet.
Im 18. Jahrhundert gehörte der Ort zum bergischen Amt Bornefeld-Hückeswagen. 1815/16 lebten 38 Einwohner im Ort. 1832 gehörte Kleinhöhfeld der Berghauser Honschaft an, die ein Teil der Hückeswagener Außenbürgerschaft innerhalb der Bürgermeisterei Hückeswagen war. Der laut der Statistik und Topographie des Regierungsbezirks Düsseldorf als Weiler kategorisierte Ort besaß zu dieser Zeit vier Wohnhäuser und sechs landwirtschaftliche Gebäude. Zu dieser Zeit lebten 29 Einwohner im Ort, zehn katholischen und 19 evangelischen Glaubens.
Im Gemeindelexikon für die Provinz Rheinland werden für 1885 vier Wohnhäuser mit 21 Einwohnern angegeben. Der Ort gehörte zu dieser Zeit zur Landgemeinde Neuhückeswagen innerhalb des Kreises Lennep. 1895 besitzt der Ort vier Wohnhäuser mit 22 Einwohnern, 1905 vier Wohnhäuser und 20 Einwohner.

## Wander- und Radwege
Folgende Wanderwege führen am Ort vorbei:
- Der Wipperfürther Ortsrundwanderweg A3 und der Bever-Rundweg (B im Kreis).

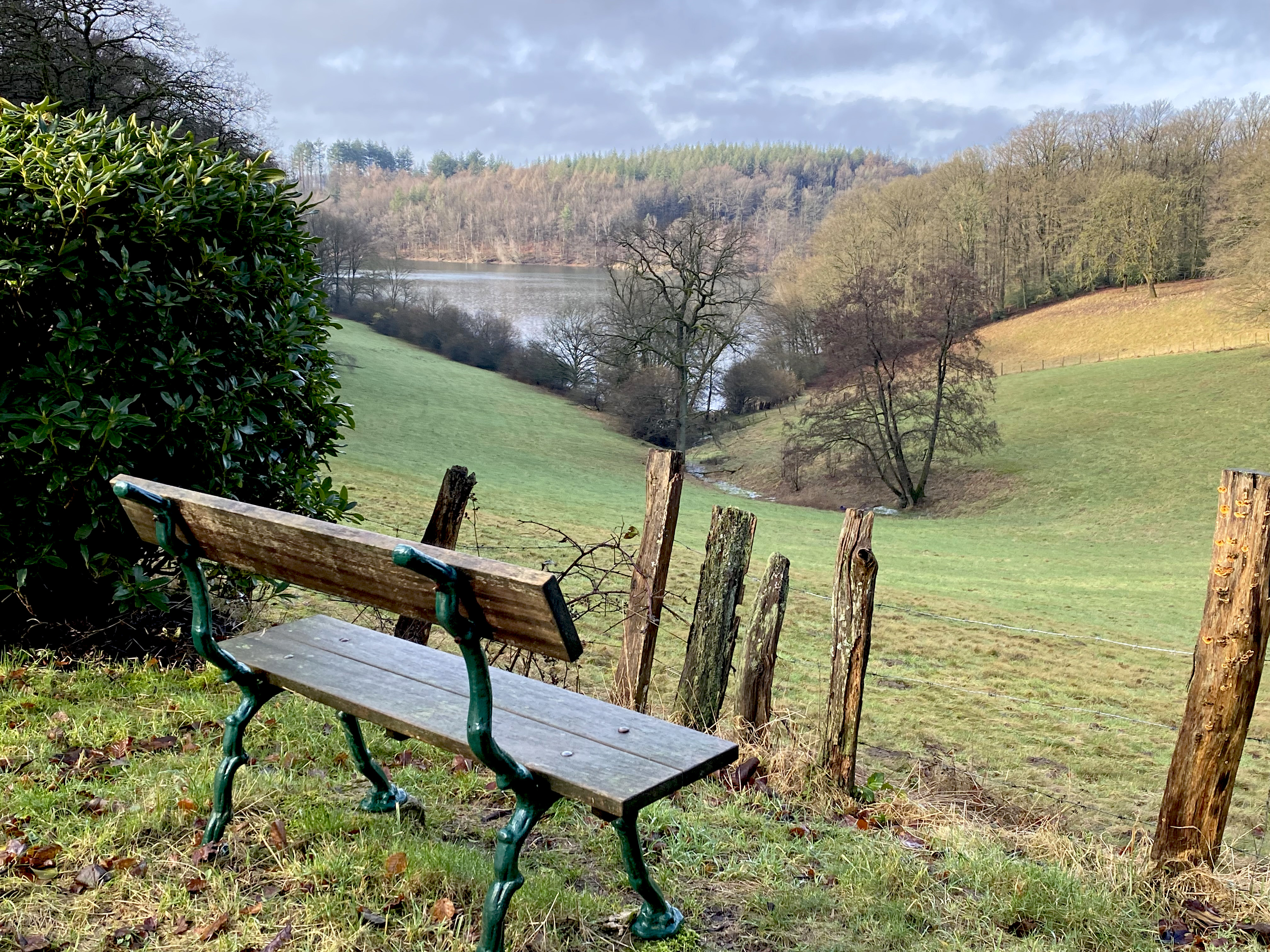
Aussicht auf die Bever
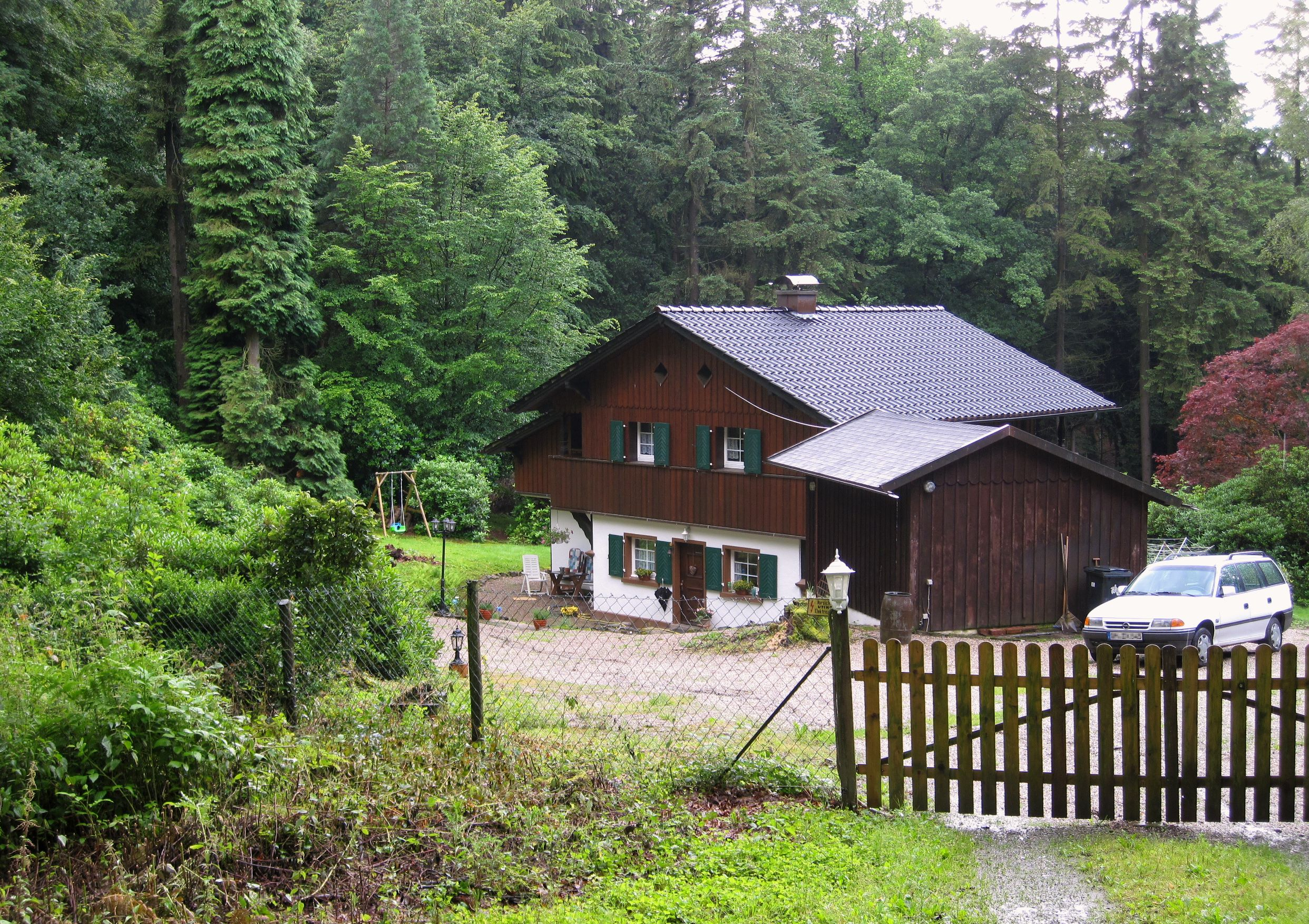
Schweizerhaus
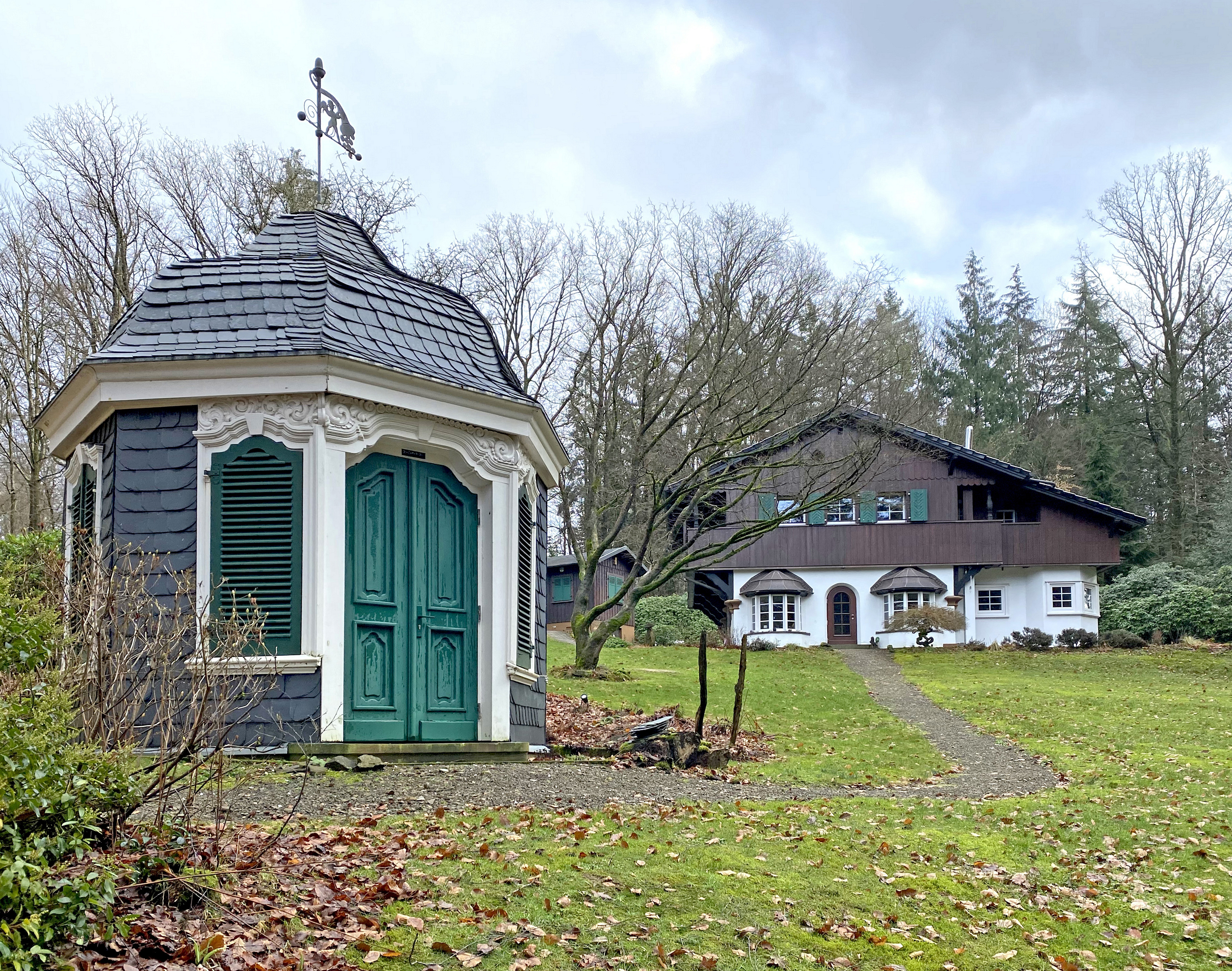
Schweizerhaus mit Gartenpavillon